# P.I.S
P.I.S（ピーアイエス）は、やしきたかじんが1983年に設立した芸能プロダクション。法人名は株式会社パブリックインフォメーションスタイル。

## 概要
やしきたかじんの初代マネージャーであった野田幸嗣とともに大阪駅前第二ビルの、当時所属していたヤングジャパングループ（1983年にグループ自体は解散し、後のアップフロントグループの源流）の事務所の一角を借り設立する。ヤングジャパングループが解散し、旧系列の会社数社のツーバンとメイハウスとの合併で再編されて誕生したアップフロントエージェンシー（現：アップフロントプロモーション）及びアップフロントグループとは完全に距離を置いており、全く無関係で資本関係も無い。関連会社の株式会社エス・アイ・ピー・有限会社ピー・アイ・エス音楽出版（cozee records）は野田幸嗣が社長を務めている。
かつては複数の所属タレントを抱える芸能プロダクションであったが、2003年にやしきたかじんの意向により全スタッフおよびタレントが退社、たかじんの個人事務所となっていた。
2014年1月、P.I.S唯一の所属タレントでありP.I.S代表取締役のやしきたかじんが死去。3月にやしきたかじん三人目の妻が「Office TAKAJIN」（本社・大阪市西区京町堀）を設立している（P.I.Sとは無関係の会社）。
- 4月にエス・アイ・ピーの業務がピー・アイ・エス音楽出版に移行された。

## 経歴
1983年、大阪駅前第二ビルの一角に設立。

## 関連会社
- 有限会社ピー・アイ・エス音楽出版(cozee records)
- 株式会社エス・アイ・ピー

## 所属
ピー・アイ・エス音楽出版
- ポリスターレコードよりリリースされた｢やしきたかじん｣の全楽曲（DVD含む）の原盤管理は2018年にP.I.S音楽出版に移行された。
  - 野田幸嗣（P.I.S音楽出版 代表取締役）
  - 前塚あつし(ナレーター・声優・司会）

cozee records
- 土井淳
- NolenNiu-de-Ossi
- TOUMA
- モリ・アキコ
- 道越裕海
- 阿部一成
- HUKUROH
- 隅桂一郎
- ピーマン
- GAI◆YA+
- HONEY SAC

## 過去に所属していたタレント(P.I.S)
- P.I.S
  - やしきたかじん（P.I.S初代代表取締役）
  - 中村貴子
  - 打越元久
  - 佐々木清次
  - 安井ゆたか
  - 青木直子
  - 中井雅之
  - 薗田涼子
  - 領家華子
  - 植田真由美
  - 小松洋子
  - 治村有美
  - ちゃらんぽらん